# Adrar Tigharghar
Adrar Tigharghar är kullar i Mali.   De ligger i regionen Kidal, i den östra delen av landet, 1 200 km nordost om huvudstaden Bamako.